# Polnisch-Orthodoxe Kirche

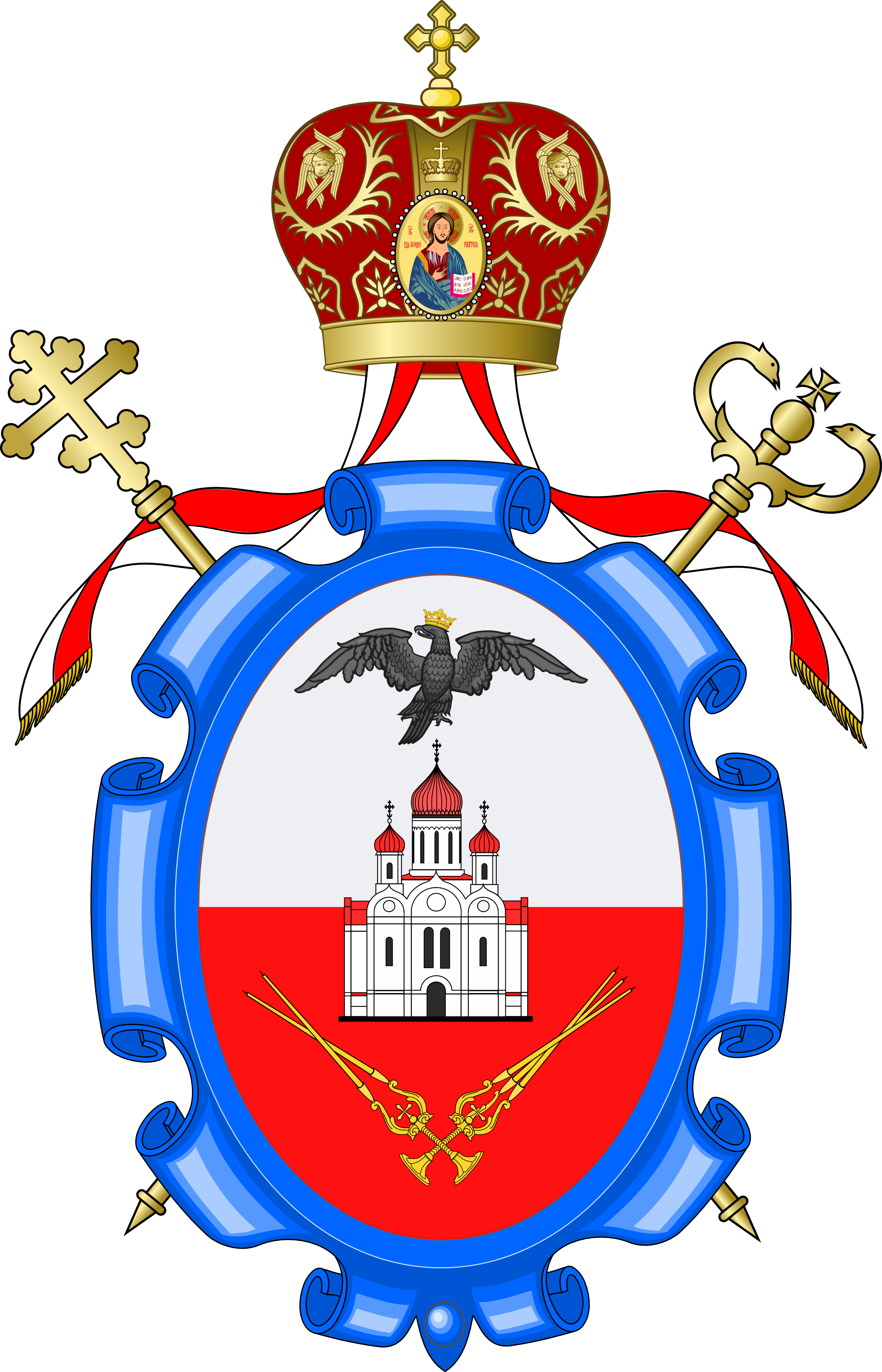
Wappen der Polnisch-Orthodoxen Kirche

Die Polnisch-Orthodoxe Kirche (offiziell Polski Autokefaliczny Kościół Prawosławny, wörtlich Polnische Autokephale Orthodoxe Kirche) ist eine orthodoxe Kirche.
Sie hat heute etwa 600.000 bis 800.000 Angehörige, die meisten Polen, Ukrainer oder Weißrussen, vor allem im Raum Białystok.
Sie ist in sieben Eparchien unterteilt. Ihr Oberhaupt ist der Metropolit von Warschau und ganz Polen, derzeit Sawa. Die Polnisch-Orthodoxe Kirche ist die zweitgrößte Kirche Polens.

## Geschichte
Bis zu den drei Polnischen Teilungen im 18. Jahrhundert war Polen religiös geteilt. Der Süden und Westen des Landes war katholisch geprägt, während im Norden und Osten das orthodoxe Element stärker war. Nach den polnischen Teilungen kamen die katholischen Gebiete im Wesentlichen an Preußen und Österreich, während der orthodoxe Landesteil an Russland fiel. Damit kamen die polnischen Orthodoxen in die Jurisdiktion des Moskauer Patriarchen.
Nach dem Ersten Weltkrieg waren vier Millionen Orthodoxe im wieder unabhängigen polnischen Staat eine Minderheit. Da die polnische Regierung ihnen nahelegte, sich von Moskau zu trennen, wurde 1922 eine Synode in Warschau einberufen, die die Autokephalie erklärte. Obwohl der Ökumenische Patriarch Konstantin VI. diese 1924 bestätigte, betrachtete das Moskauer Patriarchat dies als Einmischung in seine Angelegenheiten und weigerte sich, die Selbständigkeit der polnischen Kirche anzuerkennen.
Innerkirchliche und interkonfessionelle Konflikte prägten das Leben der Polnisch-Orthodoxen Kirche während der Zwischenkriegszeit. Innerhalb der Kirche gab es einen deutlichen Gegensatz zwischen den Bischöfen, die fast alle Russen waren, und den Gläubigen, die zu zwei Dritteln Ukrainer waren. Die Bischöfe weigerten sich, ukrainische Bischöfe zu ernennen, und untersagten die Verwendung von Ukrainisch in der Liturgie. Nach außen gab es Konflikte mit der vom Staat unterstützten katholischen Kirche, der vorgeworfen wurde, dass sie orthodoxe Priester zur Predigt in Polnisch zwingen wolle, Kirchen gewaltsam schließe und zerstöre und orthodoxe Christen zur Konversion dränge.
Als im Zweiten Weltkrieg der Osten Polens durch die Sowjetunion besetzt wurde, kamen die meisten bisherigen Angehörigen der Polnisch-Orthodoxen Kirche wieder zum Moskauer Patriarchat, während der kleine Teil der Kirche im von Deutschen besetzten Polen selbständig blieb.
Die Bevölkerungsverschiebungen nach dem Zweiten Weltkrieg beeinflussten auch die Gemeindestruktur der polnisch-orthodoxen Kirche: Im Rahmen der sog. Operation Weichsel wurde ein Teil der vormals im heutigen Ostpolen ansässigen – häufig orthodoxen – Ukrainer in die im Westen und Norden an Polen angegliederten Regionen (südliches Ostpreußen, Hinterpommern, Schlesien) zwangsumgesiedelt, wo sich neue Gemeinden bildeten. Ein weiterer Teil der Ukrainer wurde in die Ukrainische SSR, der auch ein Teil des vormaligen Ostpolen angegliedert wurde, zwangsumgesiedelt, wo die orthodoxen Gemeinden fortan zum Moskauer Patriarchat gehörten.
In der kommunistischen Volksrepublik Polen wurde 1948 der Metropolit von Warschau Dionizy wegen seiner antikommunistischen Einstellung abgesetzt. Im gleichen Jahr erklärte das Moskauer Patriarchat auf Bitte der Warschauer Synode die vom Ökumenischen Patriarchen 1924 erteilte Autokephalie für null und nichtig und veröffentlichte ein eigenes Autokephalie-Statut für die polnische Kirche. Trotzdem blieb das Amt des Metropoliten bis 1951 vakant, als das Moskauer Patriarchat den Erzbischof von Lemberg in der Ukrainischen Sowjetrepublik auf diese Position berief.
Anfang des 21. Jahrhunderts wurde die Polnisch-orthodoxe Kirche stark finanziell aus Moskau unterstützt. Im Konflikt zwischen den orthodoxen Kirchen Russlands und der Ukraine stellte sie sich auf die Seite des Moskauer Patriarchats.

## Kirchenorganisation
Die Polnisch-Orthodoxe Kirche gehört zum Patriarchat von Konstantinopel. Sie ist in sieben Eparchien unterteilt, eine weitere Eparchie ist für die Militärseelsorge. Neben den acht Bischöfen unter dem Vorsitz des „Metropoliten für Warschau und ganz Polen“ versehen etwa 400 Priester ihren Dienst in 220 Gemeinden. Außerdem gehören zu ihr mehrere Auslandseparchien und -pfarreien in Portugal, Spanien, Brasilien und Italien.
Zur Kirche gehören fünf Männerklöster (Kloster Mariä Verkündigung in Supraśl) und drei Frauenklöster mit ungefähr hundert Mönchen und Nonnen.
Zur Ausbildung des Priesternachwuchses finanziert sie je einen Lehrstuhl an der Universität Białystok und an der Christlichen Theologischen Akademie in Warschau. Darüber hinaus unterhält sie ein eigenes Priesterseminar in Warschau, eine Schule für Ikonenmalerei in Bielsk Podlaski und eine Kirchenmusikerschule in Hajnówka.
Die Warschauer Maria-Magdalena-Kathedrale ist die Metropolitankirche Polens.

## Ökumenische Verbindungen
Die Polnisch-Orthodoxe Kirche ist ein aktiver Teil der ökumenischen Bewegung. Sie ist unter anderem Mitglied im Ökumenischen Rat der Kirchen, in der Konferenz Europäischer Kirchen und im polnischen Kirchenrat. In verschiedenen theologischen Kommissionen wird der Kontakt mit anderen Konfessionen gepflegt.
Seit vielen Jahren pflegt die Polnisch-Orthodoxe Kirche eine erklärte Partnerschaft mit der Evangelischen Kirche in Mitteldeutschland (früher der Evangelischen Kirche der Kirchenprovinz Sachsen). Im Rahmen dieser Partnerschaft kommt es jährlich zu thematischen Treffen auf kirchenleitender Ebene. Darüber hinaus gibt es eine Reihe von Partnerschaftsprojekten und eine intensive Zusammenarbeit auf diakonischem Gebiet. Gemeindepartnerschaften sind bisher noch nicht entstanden, werden aber gesucht.